# Digitální a informační agentura
Digitální a informační agentura (DIA) je český ústřední správní úřad pro elektronickou identifikaci, služby vytvářející důvěru a pro informační systémy veřejné správy. Agentura byla zřízena novelou 471/2022 Sb. zákona č. 12/2020 Sb., o právu na digitální služby k 1. lednu 2023 a plnou působnost přebrala od 1. dubna 2023. Spravuje informační systém základních registrů, CzechPointy a webový Portál občana. Počátkem roku 2024 zavedla elektronickou službu eDoklady.

## Historie
Záměr zřídit Národní digitální agenturu a Národní datové centrum byl součástí projektu transformace koordinace a řízení digitalizace, který vládě předložil vicepremiér pro digitalizaci Ivan Bartoš a který ve středu 6. dubna 2022 usnesením schválila vláda. Podle tohoto projektu měl být Odbor hlavního architekta eGovernmentu (OHA) přesunut z ministerstva vnitra do nové Sekce digitalizace na Úřadu vlády, do Národní digitální agentury měl být přesunut Odbor eGovernmentu ministerstva vnitra, Odbor digitalizace ze státního podniku NAKIT a Odbor koordinace informačních a komunikačních technologií z ministerstva vnitra. Nově zřízené Národní datové centrum mělo být spravováno Národní digitální agenturou a má mít na starosti technickou správu sdílených informačních systémů, které slouží všem rezortům, což dosud bylo suplováno státními podniky NAKIT a SPCSS, které podléhají resortům vnitra a financí.
Návrh zákona připravil tým místopředsedy vlády pro digitalizaci a ministra pro místní rozvoj Ivana Bartoše. V meziresortním připomínkovém řízení bylo uplatněno 145 připomínek a byl předložen s jediným rozporem, uplatněným ministerstvem financí kvůli dodatečnému dopadu na státní rozpočet. Vláda návrh zákona schválila v polovině srpna 2022. Návrh na zrychlené projednání v Poslanecké sněmovně zablokovaly ANO a SPD, takže návrh prošel běžným projednáváním a 16. listopadu 2022 sněmovna návrh ve 3. čtení schválila. Senátu byl návrh předložen 22. listopadu 2022, Senát jej důkladně projednal, ale ani ho neschválil, ani nezamítl, nicméně i když měl být návrh postoupen k podpisu prezidentovi po 30 dnech, byl návrh postoupen nestandardně již po 23 dnech a jednalo se tak o porušení čl. 46 Ústavy ČR. Prezident Miloš Zeman zákon podepsal dne 23. prosince 2022. Zřízení DIA bylo provedeno novelou 471/2022 Sb., jíž byl do zákona 12/2020 Sb. o právu na digitální služby vložen nový § 2a. Současně bylo toutéž novelou změněno i několik dalších zákonů, a to
- zákon č. 2/1969 Sb., o zřízení ministerstev a jiných ústředních orgánů státní správy České republiky (kompetenční zákon),
- zákon č. 89/1995 Sb., o státní statistické službě,
- zákon č. 77/1997 Sb., o státním podniku,
- zákon č. 106/1999 Sb., o svobodném přístupu k informacím,
- zákon č. 365/2000 Sb., o informačních systémech veřejné správy (do nějž byl vložen nový § 3a zřizující Radu vlády pro informační společnost a zavedeny nové definice pojmů jako cloud computing, státní právnická osoba či architektonická změna),
- zákon č. 179/2006 Sb., o uznávání výsledků dalšího vzdělávání,
- zákon č. 300/2008 Sb., o elektronických úkonech a autorizované konverzi dokumentů,
- zákon č. 111/2009 Sb., o základních registrech,
- zákon č. 234/2014 Sb., o státní službě,
- zákon č. 340/2015 Sb., o registru smluv,
- zákon č. 297/2016 Sb., o službách vytvářejících důvěru pro elektronické transakce (do § 14 vloženo zřízení Správy státních služeb vytvářejících důvěru jako státní příspěvkové organizace, k níž zřizovatelskou funkci vykonává Digitální a informační agentura),
- zákon č. 250/2017 Sb., o elektronické identifikaci,
- zákon č. 99/2019 Sb., o přístupnosti internetových stránek a mobilních aplikací,
- zákon č. 269/2021 Sb., o občanských průkazech,
- zákon č. 21/1992 Sb., o bankách,
- zákon č. 277/2009 Sb., o pojišťovnictví.

Obecně novelizační zákon 471/2022 Sb. nabývá účinnosti 1. dubna 2023 s výjimkou vybraných ustanovení, která nabývají účinnosti dnem následujícím po dni vyhlášení zákona nebo 1. ledna 2023, 1. ledna 2024 či 1. ledna 2026.
První tři měsíce existence agentury mají být určeny k dokončení přípravných prací, od 1. dubna 2023 má agentura začít vykonávat naplno svoji činnost. Přechodná ustanovení novelizačního zákona stanoví, které působnosti přebírá agentura až od 1. dubna 2023.
Větší část organizace vznikla odštěpením některých útvarů Ministerstva vnitra ČR, například Odboru hlavního architekta eGovernmentu či Odboru eGovernmentu, a přechodem pracovníků, kteří mají na starosti agendu základních registrů, datových schránek či Portálu občana. Takto má být administrativně přesunuto 187 zaměstnanců ministerstva vnitra, kteří však fyzicky zůstali na stejných pracovištích. Kromě toho vznik agentury měl představovat vznik 128 či 168 nových pracovních míst.
Důvodem zřízení agentury bylo, že výdaje na státní informační technologie byly rozdrobené a neexistoval žádný ucelený přehled. Agentura měla také usnadnit komunikaci lidí s úřady a zajistit dohled nad sdílením údajů mezi systémy jednotlivých ministerstev.

## Postavení a činnost
DIA je zřízena novelou zákona o právu na digitální služby a její politická nezávislost by měla být dána tím, že má nadresortní postavení a je nezávislá na řízení ministerstev a jiných ústředních správních úřadů. Toto postavení bylo inspirováno způsobem fungování Národního úřadu pro kybernetickou bezpečnost.
Roční náklady na nově vzniklá místa, jejich personální a provozní náklady a programové vybavení byly vyčísleny na 260 či 300 milionů Kč, z toho ca 117 mil. Kč či 140 mil Kč ročně by mělo být hrazeno z Národního plánu obnovy. Dopad do státního rozpočtu běžných výdajů tak byl vyčíslen na ca 180 mil. Kč ročně nad stávající provozní náklady, vzhledem k očekávaným úsporám se počítá s velmi krátkou dobou návratnosti.
DIA má nastavit nové standardy, implementovat jednotnou metodiku a zefektivnit projektové řízení digitalizace. Součástí agentury mají být kompetenční centra, která se zaměří na udržitelnost IT systémů, jejich rozvoj a na sdílení odborných znalostí. Mají sdružovat experty v oblasti IT, kteří mají pomáhat úřadům a dalším státním institucím s digitalizačními projekty. Agentura má také podpořit vzdělávání úředníků státní správy v oblasti digitalizace. 
Agentura sídlí v Praze. Je ústředním správním úřadem pro elektronickou identifikaci a služby vytvářející důvěru a pro informační systémy veřejné správy. Dle zákona (§ 2a odst. 3) má tyto úkoly:
- plní koordinační úlohu v oblasti digitálních služeb a digitálních úkonů podle zákona o právu na digitální služby,
- plní koordinační úlohu pro informační technologie,
- plní koordinační úlohu v oblasti evidence a sdílení dat,
- zajišťuje systém podpory centrálních způsobů komunikace veřejné správy,
- zajišťuje odborný rozvoj, školení, sdílení znalostí, osvětu a vzdělávání v oblasti své působnosti,
- provozuje kompetenční centra

## Vedení
V čele Agentury je ředitel, kterého jmenuje a odvolává vláda na návrh člena vlády stojícího v čele Rady vlády pro informační společnost. Ředitel se považuje za služební orgán podle zákona o státní službě.
Výběrové řízení na pozici ředitele DIA se konalo v listopadu a prosinci 2022, přihlásilo se do něj 30 zájemců, z nichž 5 postoupilo do užšího výběru. Na konečném výběru se komise shodla jednomyslně. 18. ledna 2023 vláda schválila návrh vicepremiéra Ivana Bartoše, podle nějž byl do funkce ředitele  1. únoru 2023 jmenován Martin Mesršmíd, dlouhodobý vrcholový manažer firmy Avast, a do funkce jeho zástupce Petr Kuchař, dosavadní ředitel Odboru Hlavního architekta eGovernmentu na Ministerstvu vnitra. Mesršmíd se do výběrového řízení přihlásil s vizí, v níž zdůraznil, že DIA se musí stát otevřenou a přívětivou organizací se silnou pracovní kulturou, která zajišťuje digitální transformaci pomocí své přirozené autority, musí být harmonizovaná s EU, ale přitom si uchovat hlubokou znalost specifik ČR a musí být odolnou vůči negativním jevům, které organizace spojené se státní správou postihují. Petr Kuchař se ve výběrovém řízení umístil na druhém místě.